# FK Voždovac
Fudbalski Klub Voždovac (serb.: Фудбалски Клуб Вождовац) – serbski klub piłkarski z Belgradu, założony w roku 1912. W czerwcu 2005 klub połączył się z innym belgradzkim klubem, FK Železnik.